# Indigofera omissa
Indigofera omissa är en ärtväxtart som beskrevs av Jan Bevington Gillett. Indigofera omissa ingår i släktet indigosläktet, och familjen ärtväxter. Inga underarter finns listade i Catalogue of Life.